# Сальников, Анатолий Александрович
Анато́лий Алекса́ндрович Са́льников (4 декабря 1948, Севастополь — 12 апреля 2018) — советский и украинский архитектор. Заслуженный архитектор Автономной Республики Крым (1999).

## Биография
В 1973 году закончил Ленинградское высшее художественно-промышленное училище им. В. И. Мухиной.

Во время учёбы проектировал и выполнял музейные экспозиции, интерьеры,
различные архитектурные проекты, оформление теле и кинопостановок. С 1973 года работал в Таллине в институте «Эстпромпроект», а с 1974 года в Керчи — руководителем архитектурного сектора института
«КрымНИИпроект», главным архитектором керченских заводов «Залив» и «Альбатрос».

С 1983 года — заместитель главного архитектора города,
с 1989 по 2008 год — главный архитектор Керчи) .
Член Союза архитекторов СССР (1985), Национального союза архитекторов Украины.

## Основные проекты
- Санаторий «Звёздный» («Восход») в Судаке (1974)
- Дворец детского и юношеского творчества (Дворец пионеров) в Керчи (1975)
- Проекты жилых и общественных зданий, кварталов и микрорайонов в Керчи (1974—1983)
- Проект памятника летчикам в пгт. Багерово (Крым) (1975)
- Дворец культуры завода «Залив» в Керчи (1978-81)
- Туристическая гостиница на 500 мест в Керчи (1977)
- Гостиница на 250 мест в Керчи (1978)
- Гостиница в пгт. Советском (Крым) (1981)
- Санаторий «Киев» в Керчи (1982)
- Городской культурный центр им. Ю. Богатикова (Дом политпросвещения) в Керчи (1982)
- Памятный знак десантникам «Знамя» п. Подмаячное в Керчи (1985)
- Регенерация жилой застройки по ул. Набережная в Керчи (1986)
- Здание фонда «Деметра» в Керчи (1994)
- Комплексная реконструкция исторического центра Керчи (1986—2008)
- Проект памятника погибшим морякам — часовни Св. Николая в Керчи (1995)
- Флаг города-героя Керчи (1999)
- Проекты наград Керченского городского Совета — Почетных знаков города-героя Керчи (1999)
- Комплексное благоустройство парков и скверов в Керчи (1998—2008)
- Памятный знак в честь 2600-летия Керчи (1999—2000).
- Часовня-звонница Св. Апостола Андрея Первозванного в Керчи (2003), памятный знак исходу Русской Армии в 1920 г.(скульптор В. М. Клыков, 2006).
- Памятники «Детям Керчи — жертвам войны» (2003), чернобыльцам (2004), Митридату VI Евпатору (2006) в Керчи
- Мемориал Героев в сквере Славы в Керчи (2007).

## Достижения
- Заслуженный архитектор Автономной Республики Крым (1999)
- Лауреат Премии Автономной Республики Крым (2000)

## Дополнительная информация
- Сайт семьи Сальниковых